# 杨柏 (化学家)
杨柏（1962年12月—），吉林省梨树县人。吉林大学教授，主要研究领域为聚合物微纳结构与光功能材料。中华人民共和国教育部第二批“长江学者”特聘教授，1998年国务院政府特殊津贴专家，担任《高分子学报》、《科学通报》、《中国科学•化学》等多个杂志编委，发表数百篇论文，获得获得国家自然科学奖等多个奖项和发明专利。
1980年9月至1991年12月  就读于吉林大学化学系，先后获得高分子化学专业学士学位、 高分子化学与物理专业硕士、博士学位；
1987年7月至今，在吉林大学任教，1994年晋升教授，2008年12月至2012年12月，任化学学院院长。